# Romanówka (Sainte-Croix)
Pour les articles homonymes, voir Romanówka.
Romanówka est une localité polonaise de la gmina de Dwikozy, située dans le powiat de Sandomierz en voïvodie de Sainte-Croix.